# SN 2009dl
SN 2009dl – supernowa typu Ia odkryta 15 kwietnia 2009 roku w galaktyce A120807-3159. W momencie odkrycia miała wielkość gwiazdową 18,20m.